# Орлівка (Новогродівська міська громада)
Орлі́вка (перша назва Бандорф Bahndorf  ) — село Новогродівської міської громади Покровського району Донецької області, Україна. У селі мешкає 297 осіб.

## Загальні відомості
Відстань до райцентру становить близько 20 км і проходить автошляхом місцевого значення.
Землі села межують із територією селища Благодатне Донецької області. Поблизу села бере початок притока Казенного Торця річка Журавка.

## Історія
Село під назвою Бандорф було засноване 1885 р. менонітами з молочанських колоній. Кількість землі 1875 десятин. Село напівгосподарів, по 30 десятин землі на двір. Паровий млин та вітряк. Школа (1888). Місце народження професора Г. Классена.
7 (20) листопада 1917 року, відповідно до Третього Універсалу Української Центральної Ради, увійшло до складу Української Народної Республіки.  

## Населення
| Рік  | Кількість населення |
| ---- | ------------------- |
| 1911 | 189                 |
| 1918 | 345                 |
| 1926 | 251                 |

### Мова
Розподіл населення за рідною мовою за даними перепису 2001 року:
| Мова       | Кількість | Відсоток |
| ---------- | --------- | -------- |
| українська | 268       | 90.24%   |
| російська  | 28        | 9.42%    |
| білоруська | 1         | 0.34%    |
| Усього     | 297       | 100%     |

За даними перепису 2001 року населення села становило 297 осіб, із них 90,24 % зазначили рідною мову українську, 9,43 % — російську та 0,34 % — білоруську мову.